# Lycaena paucipunctata
Lycaena paucipunctata är en fjärilsart som beskrevs av Courvoisier. Lycaena paucipunctata ingår i släktet Lycaena och familjen juvelvingar. Inga underarter finns listade i Catalogue of Life.